# Dischidia australis
Dischidia australis är en oleanderväxtart som beskrevs av Ying Tsiang och P. T. Li. Dischidia australis ingår i släktet Dischidia och familjen oleanderväxter. Inga underarter finns listade i Catalogue of Life.